# Nicolae Simionescu
Nicolae Simionescu (n. 27 iunie 1926, București – d. 6 februarie 1995, București) a fost un  medic român, membru titular (1991) al Academiei Române.